# Палички (настільна гра)

Приклад гри в палички на полі 2х2.

«Палички» (інша назва квадрати) — настільна гра для 2-х і більше осіб на аркуші паперу в клітинку.

## Умови гри
Для гри в палички потрібні: чистий або частково чистий аркуш паперу в клітинку й авторучка або олівець, а краще декілька, за кількістю учасників.

## Правила гри
Спочатку гравці готують ігрове поле: на листку обводять якусь кількість клітин, щоб вони сформували квадрат (зазвичай 6х6, проте можливі інші варіанти з використанням не лише квадратів, але й прямокутників і взагалі довільних фігур, іноді навіть без меж — все залежить від фантазії учасників і того, наскільки змальований аркуш).
Гравці роблять ходи по черзі. Хід полягає в наступному: учасник малює на боці однієї з клітин усередині ігрового поля відрізок довжиною 1 і передає хід наступному гравцеві. Якщо ж із раніше намальованих відрізків або меж ігрового поля утворився квадрат 1х1 то учасник, який при цьому зробив хід, ставить у нього свій символ (зазвичай, у грі для 2 осіб це хрестик або нулик) і отримує призовий хід (який він зобов'язаний використовувати).
Коли все ігрове поле заповнене, тобто не залишилося жодного порожнього квадрата й жодного порожнього відрізка довжиною 1, гру закінчено. Починається підрахунок очок, тобто символів у квадратах 1х1 кожного учасника. Виграє той (або ті), у кого найбільше очок.

## Стратегія
Повний набір стратегій достатньо складний і досі не класифікований. Так, лише 2001 року з'явився доказ, що гра на полі 3х5 виграшна для того, хто ходить другим.